# 悪夢の地底遭難
『悪夢の地底遭難』（原題：The Severed Arm）は、1973年にアメリカで公開されたホラー映画。 
Thomas S. Aldermanが共同執筆および監督しました。 
この映画は、アンガススクリムの最初のスクリーン上の役割を含むことで注目に値します。アンガススクリムは、37年のファンタズムフランチャイズで「トールマン」を演じました。この映画は、スタートレックで 2番目のパイロット「誰もいなくなった」に登場したポールカー、スタートレックエピソード「ガリレオ」で「コミッショナーフェリス」として登場したジョンクロフォードも出演 

## あらすじ
ある日、郵便配達員が奇妙な荷物を配達するジェフアシュトンが家に座っています。包装されたアイテムを開くと、アシュトンは、パッケージに切断された人間の腕が入っているのを見てぞっとします。彼はすぐに友人のレイ・サンダース博士と連絡を取り、2人は洞窟探検家のグループの一部として、彼らが陥没に閉じ込められた5年前の事件について話します。飢餓を避けるために、グループは仲間の洞窟探検家の一人、テッド・ロジャースという男の腕を切断。しかし、その直後、グループ全体が救出され、彼らはすぐに当局のカバーストーリーを作り上げました。テッドが洞窟で腕を失い、グループがナイフで切断した結果ではなかったと言いました。 

## キャスト
- デビッド・G・キャノン...ジェフ・アシュトン（堀勝之祐）
- ポール・カー...マーク・リチャーズ軍曹
- ジョン・クロフォード...レイ・サンダース博士
- マーヴィン・カプラン ...「マッドマン」ハーマン（滝口順平）
- レイ・ダニス...テッド・ロジャース
- デボラ・ウォルリー ...テディ・ロジャース
- ボブ・ガスリー...ロジャー・ロジャース
- Angus Scrimm ...郵便運送業者（クレジットなし）

## リリース
この映画は、1973年にメディアシネマグループによって米国で劇場公開されました 
この映画は、さまざまな企業によってVHSおよびDVDで公開されましたが、公式のライセンス権に関連する合法性が問題になっています。さらに、ほとんどの最新リリースでは、編集されたテレビ版の映画が使用されています。完全にカットされていないバージョンは、1981年にVideo GemsによってVHSでリリースされました。
日本では2010年12月24日(金)に有限会社フォワードよりDVDが発売された。（字幕スーパー、日本語吹替音声は未収録）